# Kānī Kowtar
Kānī Kowtar (persiska: کانی کوتر, كانی كُوتَر) är en ort i Iran.   Den ligger i provinsen Västazarbaijan, i den nordvästra delen av landet, 500 km väster om huvudstaden Teheran. Kānī Kowtar ligger 1 646 meter över havet och antalet invånare är 110.
Terrängen runt Kānī Kowtar är kuperad, och sluttar österut. Runt Kānī Kowtar är det ganska tätbefolkat, med 75 invånare per kvadratkilometer. Närmaste större samhälle är Ūţmesh, 5,3 km sydost om Kānī Kowtar. Trakten runt Kānī Kowtar består i huvudsak av gräsmarker.